# 槊直腯魯華
槊直腯鲁华（?—?），克烈部人，蒙古帝国将领。
1203年，王罕被铁木真所灭，他率二百部人归降铁木真，随从铁木真征伐乃蛮、西夏，立有战功。1211年，为太师国王木华黎前锋，随速不台攻打金朝桓州，袭击金朝群牧监。破辽东、辽西诸州，定计攻下金旧都东京（今辽宁省辽阳市）。徇地河北，大小数十战，在攻打大名（今河北省大名县）战斗中中流箭去世。元武宗时，追封为卫国公，谥武敏。其子撒吉思卜華。

## 延伸阅读
[在维基数据编辑]
 《元史/卷122》，出自宋濂《元史》
 《新元史/卷130》，出自柯劭忞《新元史》